# Преображение Господне (Солун)
„Преображение Господне“ или „Христос Спасител“ (на гръцки: Ιερός Ναός Μεταμόρφωσης του Σωτήρος) е малка средновековна църква в македонския град Солун, част от Солунската епархия на Вселенската патриаршия, под управлението на Църквата на Гърция. От 1988 година е част от обектите на световното наследство на Юнеско като част от Раннохристиянските и византийските паметници в Солун.

## История
Църквата е разположена на ъгъла на улиците „Егнатия“ и „Герман Патраски“, между храмовете „Рождество Богородично“ („Света Богородица Скоропослушница“) и „Сретение Господне“. Според откритата в купола монета е изградена около 1350 година. Два надписа на открития малък оловен реликварий от освещаването на храма показват, че църквата първоначално е била посветена на Света Богородица. След завоюването на града от османските турци в 1430 година, църквата е сред малкото християнски храмове, които не са превърнати в джамии, поради малките си размери или поради разположението си в двор в християнския квартал Панагуда.

## Архитектура
В архитектурно отношение принадлежи към редкия четириконхален тип – с четири симетрични полукръгли ниши, източната от които е апсидата, която външно е шестоъгълна. В 1936 година на западната страна е пристроен нартекс. Наосът е покрит с голям и висок купол на осмоъгълен бараба, украсен с последователни дъги и тухлени полуколони. Зидарията е от кирпич и камъни в основата и тухли в горната част. В храма, под пода на северната и южната конха, нартекса, както и около храма са открити гробници, което навежда на мисълта, че църквата е била гробищен храм.

## Стенописи
В храма са запазени стенописи, датиращи между 1350 и 1370 година. В купола е изобразено Възнесение Господне, а в съседната зона следва Света Богородица с Апостолите с изображения на Слънцето, Луната и персонифицираните ветрове. Между прозорците на купола са изписани осем пророци, а в основата му Светата Литургия с епископи, дякони, певци и вярващи.